# Atopotrophos spiniger
Atopotrophos spiniger là một loài tò vò trong họ Ichneumonidae.